# 1979 a labdarúgásban
A következő események történtek a világ labdarúgásában az 1979-es évben.

## Események
- Copa Libertadores: az Olimpia Asunción nyert, miután 2–0-s összesítéssel legyőzte a Boca Juniors csapatát.
- Európa-kupa: a Nottingham Forest nyert, miután a döntőben 1–0-ra legyőzte a Malmö FF csapatát.
- Interkontinentális kupa: az Olimpia Asunción nyert, miután 3–1-es összesítéssel legyőzte a Malmö FF csapatát. Ez volt az utolsó alkalom, mikor a Világkupát két mérkőzésen játszották (Dél-Amerika és Európa).
- május 22. – Ruud Krol lett a holland válogatott történetének legtöbb válogatottsággal rendelkező játékosa, mikor Argentína ellen 65. mérkőzését játszotta.

## Nemzeti bajnokságok győztesei

### Európa
- Anglia – Liverpool FC
- Belgium – KSK Beveren
- Bulgária – PFK Levszki Szófia
- Ciprus – Omonia Nicosia
- Dánia – Esbjerg fB
- Franciaország – RC Strasbourg
- Hollandia
  - Eredivisie – AFC Ajax
  - Eerste Divisie – Excelsior Rotterdam
- Lengyelország – Ruch Chorzów
- Magyarország – Újpest FC
- NSZK – Hamburger SV
- Olaszország – AC Milan
- Portugália – FC Porto
- Skócia – Celtic FC
- Spanyolország – Real Madrid
- Szovjetunió – FK Szpartak Moszkva

### Észak-és Közép-Amerika
- Észak-Amerika – Vancouver Whitecaps

### Dél-Amerika
- Argentína
  - Metropolitano – River Plate
  - Nacional – River Plate
- Brazília – Internacional
- Kolumbia – América de Cali
- Paraguay – Olimpia Asunción

## Nemzetközi versenyek
- 1979-es brit hazai bajnokság (1979. május 19. – május 26.)

 Anglia
- Pánamerikai játékok San Juan-ban, Puerto Rico-ban (1979. július 2. – július 14.)

1. Brazília
2. Kuba
3. Argentína

- Copa América (1979. július 10. – december 12.)

1. Paraguay
2. Chile
3. Brazília és  Peru

- Ifjúsági világbajnokság (1979. augusztus 26. – szeptember 7.)

1. Argentína
2. Szovjetunió
3. Uruguay

## Születések

### Január
- január 8. – Adrian Mutu román labdarúgó
- január 12. – Grzegorz Rasiak lengyel labdarúgó
- január 15. – Martin Petrov bolgár labdarúgó
- január 18. – Paulo Ferreira portugál labdarúgó
- január 26. – Makszim Kalinicsenko ukrán labdarúgó

### Február
- február 2. – Daniel Bierofka német labdarúgó
- február 13. – Rafael Márquez mexikói labdarúgó
- február 19. – Steve Cherundolo amerikai labdarúgó
- február 21. – Pascal Chimbonda francia labdarúgó

### Március
- március 2. – Damien Duff ír labdarúgó
- március 4. – Vjacseszlav Malafejev orosz labdarúgó
- március 14. – Nicolas Anelka francia labdarúgó
- március 22. – Aldo Duscher argentin labdarúgó

### Április
- április 5. – Timo Hildebrand német labdarúgó
- április 12. – Tobias Linderoth svéd labdarúgó
- április 20. – Ludovic Magnin svájci labdarúgó
- április 22. – Gera Zoltán magyar labdarúgó
- április 26. – Fereydoon Zandi iráni-német labdarúgó

### Május
- május 19. – Diego Forlán uruguayi labdarúgó
- május 29. – Arne Friedrich német labdarúgó
- május 30. – Fabian Ernst német labdarúgó

### Június
- június 4. – Takahara Naohiro japán labdarúgó
- június 7. – Kevin Hofland holland labdarúgó
- június 19. – José Kleberson brazil labdarúgó

### Július
- július 14. – Szergej Ignasevics orosz labdarúgó
- július 26. – Paul Freier német labdarúgó

### Augusztus
- augusztus 5. – David Healy északír labdarúgó

### Szeptember
- szeptember 25. – Jason Koumas walesi labdarúgó

### Október
- október 15. – Paul Robinson angol labdarúgó
- október 18. – Jaroslav Drobný cseh labdarúgó
- október 23. – Simon Davies walesi labdarúgó

### November
- november 5. – Patrick Owomoyela német labdarúgó
- november 20. – Dmitrij Bulikin orosz labdarúgó
- november 23. – Nihat Kahveci török labdarúgó
- november 27. – Teemu Tainio finn labdarúgó

### December
- december 6. – Filó Tamás magyar labdarúgó
- december 14. – Jean-Alain Boumsong francia labdarúgó
- december 14. – Michael Owen angol labdarúgó
- december 31. – Hercegfalvi Zoltán magyar labdarúgó

## Halálozások
- február 16. – Henk Steeman (85) holland labdarúgó (* 1894)
- április 19. – August Sackenheim (73) német labdarúgó
- április 30. – Jaap Bulder (82) holland labdarúgó (* 1896)
- december 12. – Hans Rohde (65) német labdarúgó